# Stefan Kölliker
Pour les articles homonymes, voir Kölliker.
Stefan Kölliker, né le 9 septembre 1970 (originaire de Rohrbach), est une personnalité politique suisse, membre de l'Union démocratique du centre (UDC). Il est conseiller d'État du canton de Saint-Gall depuis 2008. 

## Biographie
Stefan Kölliker grandit à Bülach. Après un apprentissage de commerce, il obtient un certificat fédéral d'agent fiduciaire.
De 1990 à 1999, il travaille dans plusieurs fiduciaires. À l'âge de 29 ans, il décide de changer de vie et se met à son compte.
En 2013, il est opéré d'un cancer du sein et doit suivre une chimiothérapie et une radiothérapie.
Stefan Kölliker est marié et père de trois enfants. Il vit à Bronschhofen. 
Il est ancien gymnaste et gardien de hockey.

## Parcours politique
Il adhère à l'UDC en 1995 et devient membre du comité cantonal du parti en 1999, puis de celui de l'UDC suisse en 2000. Il est élu au Conseil d'État du canton de Saint-Gall le 4 mai 2008 alors qu'il n'a exercé aucun mandat électif jusqu'ici. Il est le premier UDC à siéger au gouvernement cantonal saint-gallois, où il prend la tête du département de l'instruction publique. Il préside le gouvernement en 2013-14 et 2018-19. En 2020 il est une nouvelle fois réélu au Conseil d'État.
En 2010, le Conseil de l'éducation saint-gallois qu'il préside recommande aux communes d’interdire le port du foulard islamique et de tout autre couvre-chef à l'école.

## Lien et références externes
- Stefan Kölliker sur le site du canton de Saint-Gall
- Page personnelle de Stefan Kölliker